# Protoptilum cyaneum
Protoptilum cyaneum är en korallart som beskrevs av Kükenthal 1910. Protoptilum cyaneum ingår i släktet Protoptilum och familjen Protoptilidae. Inga underarter finns listade i Catalogue of Life.